# Thermofilum
A Thermofilum egy Archaea nem a Thermofilaceae családban. Az archeák – ősbaktériumok – egysejtű, sejtmag nélküli prokarióta szervezetek. Két faja vanː T. librum, és T. pendens.